# Roque Calpena Giménez
Roque Calpena Giménez (Monòver, Vinalopó Mitjà, 1921 - Elda, Vinalopó Mitjà, 1998) fou un empresari i polític valencià.

## Biografia
Fill de Roque Calpena Juan, mestre toneller. El 1930 es traslladà a Elda, on hi començà a treballar com a peó del calçat i arriba a ser director comercial i de la FICIA (Fira Internacional del Calçat i Indústries Afins) en 1963. En 1965 crea el centre promotor del calçat CEPEC, englobat dintre de FICIA. Participa en l'obertura del mercat espanyol del calçat. En 1970 crea i promou l'Institut del Calçat a nivell europeu. Va organitzar el II Congrés de la Unió Internacional de Tècnics de la Indústria del calçat, i 1976 dirigí i organitza el muntatge del 43è Congrés de la unió de fires internacionals.
Políticament fou regidor d'Elda el 1957 pel terç d'entitats, ja que el 1958 era secretari local del Movimiento Nacional, i el 1966 pel terç familiar. En 1963 fou representant d'Elda en l'executiva de l'Associació d'Antics Membres del Frente de Juventudes. En 1964 fou Delegat Comarcal del Sindicat Vertical però va dimitir en 1966.
A finals dels anys setanta milità en el Partit Demòcrata Cristià i després a la UCD, amb la qual fou escollit senador per la província d'Alacant a les eleccions generals espanyoles de 1977 i 1979. També fou membre del Consell del País Valencià. Després de l'ensulsiada de la UCD el 1982 es va integrar en Alianza Popular i tornà a ser director comercial de FICIA fins que en fou destituït en 1991.